# Detours
Pour les articles homonymes, voir Detours (homonymie).
Albums de Sheryl Crow
Hits and Rarities
(2007) -
Detours est le sixième album studio de Sheryl Crow. Réalisé sous le label A&M, il est sorti le 5 février 2008. L'album marque le retour de Bill Bottrell qui fut le producteur du premier album de la chanteuse du Missouri.

## Production
Detours fut enregistré à Nashville et comporte 14 ou 15 titres. Le premier titre Shine Over Babylon a été mis en disposition sur le site Internet de l'artiste. Sheryl Crow raconte dans le magazine Billboard de l'été 2007 que l'album se nourrit du style de Bob Dylan.
Le second titre Love Is Free s'inspire de l'Ouragan Katrina qui a touché La Nouvelle-Orléans.

## Liste de titres
1. God Bless This Mess
2. Shine Over Babylon
3. Love Is Free
4. Peace Be Upon Us
5. Gasoline
6. Out Of Our Heads
7. Detours
8. Now That You're Gone
9. Drunk With The Thought Of You
10. Diamond Ring
11. Motivation
12. Make It Go Away (Radiation Song)
13. Love Is All There Is
14. Lullaby For Wyatt
15. Rise Up (piste bonus)
16. Beautiful Dream (piste bonus)